# Hillcrest (Nova York)
Hillcrest és una població dels Estats Units a l'estat de Nova York. Segons el cens del 2000 tenia 2.680 habitants.

## Demografia
Segons el cens del 2000, Hillcrest tenia 7.106 habitants, 1.979 habitatges, i 1.593 famílies. La densitat de població era de 2.126,9 habitants/km².
Dels 1.979 habitatges en un 42,3% hi vivien nens de menys de 18 anys, en un 63,1% hi vivien parelles casades, en un 12,4% dones solteres, i en un 19,5% no eren unitats familiars. En el 16,5% dels habitatges hi vivien persones soles el 8,7% de les quals corresponia a persones de 65 anys o més que vivien soles. El nombre mitjà de persones vivint en cada habitatge era de 3,49 i el nombre mitjà de persones que vivien en cada família era de 3,89.
Per edats la població es repartia de la següent manera: un 26,7% tenia menys de 18 anys, un 9,3% entre 18 i 24, un 26,5% entre 25 i 44, un 24,8% de 45 a 60 i un 12,6% 65 anys o més.
L'edat mediana era de 38 anys. Per cada 100 dones de 18 o més anys hi havia 91,1 homes.
La renda mediana per habitatge era de 68.889 $ i la renda mediana per família de 76.960 $. Els homes tenien una renda mediana de 38.451 $ mentre que les dones 35.408 $. La renda per capita de la població era de 21.993 $. Entorn del 7,6% de les famílies i el 8,1% de la població estaven per davall del llindar de pobresa.